# Aleksandr Tarassov
Aleksandr Aleksejevitsj Tarassov (Russisch: Александр Алексеевич Тарасов) (Sekirino (Oblast Moskou), 12 maart 1927 - 16 juni 1984) was een Sovjet-Russisch modern vijfkamper.

## Biografie
Tarassov werd in 1956 olympisch kampioen moderne vijfkamp met het team, individueel eindigde hij als achtste.
Met het Sovjetteam werd hij driemaal wereldkampioen en won drie medailles individueel.

## Belangrijkste resultaten

### Olympische Zomerspelen
| Jaar | Plaats    | Resultaat             |
| ---- | --------- | --------------------- |
| 1956 | Melbourne | 8e individueel · team |

### Wereldkampioenschappen
| Jaar | Plaats    | Resultaat          |
| ---- | --------- | ------------------ |
| 1957 | Stockholm | team · individueel |
| 1958 | Aldershot | team · individueel |
| 1959 | Hershey   | team · individueel |

1952: Benedek, Kovácsi, Szondy
1956: Derjoegin, Novikov, Tarassov ·
1960: Balczó, Nagy, Németh ·
1964: Minejev, Mokejev, Novikov ·
1968: Balczó, Moná, Török ·
1972: Lednjev, Onisjtsjenko, Sjmelev ·
1976: Fox, Nightingale, Parker ·
1980: P. Lednjev, J. Lipejev, Starostin ·
1984: Cristofori, Masala, Massullo ·
1988: Fábián, Martinek, Mizsér ·
1992: Czyżowicz, Gożdziak, Skrzypaszek